# Алимпиев, Игорь Елисеевич
Игорь Елисеевич Алимпиев (род. 22 июля 1955, Ленинград) — советский и российский кинорежиссёр, сценарист.

## Биография
В 1981 году поступил на режиссёрский факультет Всесоюзного государственного института кинематографии (мастерская Виктора Лисаковича), который окончил в 1986 году.
Фильм-портрет режиссёра Динары Асановой «Очень вас всех люблю…», снятый в 1987 году под художественным руководством Александра Сокурова на киностудии «Ленфильм», стал его первой полнометражной работой. В 1988 году снял художественно-документальный фильм «Африканская охота» о судьбах поэтов «Серебряного века» Николая Гумилёва и Анны Ахматовой.
В 1990 году на экраны вышел его игровой фильм «Панцирь», который, по словам критика Андрея Плахова, выразил мироощущение потерянного городского поколения тридцатилетних.
В 1995 году снял фильм «Физиология русской жизни» о русском физиологе Иване Павлове.
Документальный сериал Алимпиева «Черноморский десант» (2001), состоящий из фильмов «Остановка — война», «Десант: победить и выжить», «Время слепого тыла», повествует о подвигах советских морских десантников на Чёрном море в годы Великой Отечественной войны.

## Фильмография
- 1986 — Непрошеный
- 1987 — Очень вас всех люблю…
- 1988 — Африканская охота
- 1990 — Панцирь
- 1995 — Физиология русской жизни
- 2000 — Русские: В поисках любви и смерти
- 2001 — Черноморский десант

## Призы и награды
- 1988 — Приз «За честность взгляда и твердость руки» ВКФ «Молодость» в Киеве («Очень вас всех люблю…»)
- 1989 — Третий приз МКФ в Амстердаме («Африканская охота»)
- 1989 — Приз «Серебряный сестерций» МКФ документального кино в Нионе («Африканская охота»)
- 1990 — Гран-при КФ «Дебют» в Москве («Панцирь»)
- 1990 — Третий приз МКФ в Римини («Панцирь»)
- 1996 — Приз «За мастерство документального кино» МКФ документальных и антропологических фильмов в Пярну («Физиология русской жизни»)
- 1996 — Второй приз МКФ неигрового кино в Борнхольме («Физиология русской жизни»)
- 2000 — Приз за лучший полнометражный документальный фильм ОКФ неигрового кино «Россия» в Екатеринбурге («Черноморский десант»)
- 2001 — Премия «Лавровая ветвь» за лучший телевизионный фильм («Черноморский десант»)